# Chimarra utahensis
Chimarra utahensis là một loài Trichoptera trong họ Philopotamidae. Chúng phân bố ở miền Tân bắc.